# Campeonato de béisbol juvenil de Panamá de 2021
La LII Temporada 2021 Copa Caja de Ahorros empezó el 13 de marzo de 2021 hasta el 7 de mayo de 2021, el partido inaugural se dio en el nuevo Estadio Glorias Deportivas Baruenses de la Provincia de Chiriquí, en el partido entre Chiriquí vs Chiriquí Occidente, con marcador final de 13-7 a favor de los visitantes.

## Equipos participantes
Los equipos oficialmente inscritos para participar en el Campeonato Nacional Juvenil son: 
| Bocas del Toro     | Herrera      |
| Coclé              | Los Santos   |
| Colón              | Panamá Este  |
| Chiriquí           | Panamá Metro |
| Chiriquí Occidente | Panamá Oeste |
| Darién             | Veraguas     |

### Sedes
- Chiriquí - Estadio Glorias Deportivas Baruenses (Inauguración)
- Coclé - Estadio Remón Cantera
- Los Santos - Estadio Roberto Hernández
- Los Santos - Estadio Olmedo Solé

## Serie Regular
16 juegos por cada equipo.

8 equipos avanzan.
| Serie Regular      | JJ | JG | JP | PROM  |
| ------------------ | -- | -- | -- | ----- |
| Coclé              | 16 | 13 | 3  | 0.813 |
| Herrera            | 16 | 12 | 4  | 0.750 |
| Los Santos         | 16 | 11 | 5  | 0.687 |
| Colón              | 16 | 11 | 5  | 0.687 |
| Panamá Oeste       | 16 | 10 | 6  | 0.625 |
| Panamá Metro       | 16 | 9  | 7  | 0.563 |
| Panamá Este        | 16 | 8  | 8  | 0.500 |
| Bocas del Toro     | 16 | 7  | 9  | 0.438 |
| Chiriquí Occidente | 16 | 5  | 11 | 0.312 |
| Chiriquí           | 16 | 5  | 11 | 0.312 |
| Darien             | 16 | 4  | 12 | 0.250 |
| Veraguas           | 16 | 1  | 15 | 0.062 |

## Fase final
Serie de 8: mejor de tres partidos; empezan 9.4.

Semifinal: mejor de siete partidos; empezan 13.4.

Final: mejor de siete partidos; empezan 20.4.
|  | Serie de 8 | Serie de 8     | Serie de 8 |              |   | Serie Semifinal | Serie Semifinal | Serie Semifinal |  |   | Serie Final | Serie Final | Serie Final |  |
|  |            |                |            |              |   |                 |                 |                 |  |   |             |             |             |  |
|  |            |                |            |              |   |                 |                 |                 |  |   |             |             |             |  |
|  | 1          | Coclé          | 2          |              |   |                 |                 |                 |  |   |             |             |             |  |
|  | 1          | Coclé          | 2          |              |   |                 |                 |                 |  |   |             |             |             |  |
|  | 8          | Bocas del Toro | 0          |              |   |                 |                 |                 |  |   |             |             |             |  |
|  | 8          | Bocas del Toro | 0          |              | 1 | Coclé           | 4               |                 |  |   |             |             |             |  |
|  |            |                |            |              | 1 | Coclé           | 4               |                 |  |   |             |             |             |  |
|  |            |                | 5          | Panamá Oeste | 0 |                 |                 |                 |  |   |             |             |             |  |
|  | 4          | Colón          | 5          | Panamá Oeste | 0 | 0               |                 |                 |  |   |             |             |             |  |
|  | 4          | Colón          |            |              |   |                 |                 |                 |  |   |             |             |             |  |
|  | 5          | Panamá Oeste   | 2          |              |   |                 |                 |                 |  |   |             |             |             |  |
|  | 5          | Panamá Oeste   | 2          |              |   |                 |                 |                 |  | 1 | Coclé       | 4           |             |  |
|  |            |                |            |              |   |                 |                 |                 |  | 1 | Coclé       | 4           |             |  |
|  |            |                | 2          | Herrera      | 3 |                 |                 |                 |  |   |             |             |             |  |
|  | 2          | Herrera        | 2          | Herrera      | 3 | 2               |                 |                 |  |   |             |             |             |  |
|  | 2          | Herrera        |            |              |   |                 |                 |                 |  |   |             |             |             |  |
|  | 7          | Panamá Este    | 0          |              |   |                 |                 |                 |  |   |             |             |             |  |
|  | 7          | Panamá Este    | 0          |              | 2 | Herrera         | 4               |                 |  |   |             |             |             |  |
|  |            |                |            |              | 2 | Herrera         | 4               |                 |  |   |             |             |             |  |
|  |            |                | 3          | Los Santos   | 0 |                 |                 |                 |  |   |             |             |             |  |
|  | 3          | Los Santos     | 3          | Los Santos   | 0 | 2               |                 |                 |  |   |             |             |             |  |
|  | 3          | Los Santos     |            |              |   |                 |                 |                 |  |   |             |             |             |  |
|  | 6          | Panamá Metro   | 1          |              |   |                 |                 |                 |  |   |             |             |             |  |
|  | 6          | Panamá Metro   | 1          |              |   |                 |                 |                 |  |   |             |             |             |  |
|  |            |                |            |              |   |                 |                 |                 |  |   |             |             |             |  |